# U-172
O Unterseeboot 172 foi um submarino alemão que serviu durante a Segunda Guerra Mundial.
O Submarino foi afundado no dia 13 de Dezembro de 1943 após combater durante 27 horas contra as forças aliadas a oeste das Ilhas Canárias, sendo afundado por cargas de profundidade e por torpedos de aeronaves Wildcat e Avenger do navio de guerra norte americano USS Bogue (CVE-9) e por cerca de 200 cargas de profundidade lançados dos contratorpedeiros norte-americanos USS George E. Badger (DD-196), USS Clemson (DD-186), USS Osmond Ingram (DD-255) e pelo USS Du Pont (DD-152).
Este afundamento causou a morte de 13 tripulantes do submarino, conseguindo outros 46 sobreviver.

## Comandantes
| Comandante             | Data                                           |
| ---------------------- | ---------------------------------------------- |
| Kptlt. Carl Emmermann  | 5 de Novembro de 1941 - 31 de Outubro de 1943  |
| Oblt. Hermann Hoffmann | 1 de Novembro de 1943 - 13 de Dezembro de 1943 |

## Carreira

### Subordinação
| 5 de Novembro de 1941 - 30 de Abril de 1942 | 4. Unterseebootsflottille  |
| 1 de Maio de 1942 - 13 de Dezembro de 1943  | 10. Unterseebootsflottille |

### Patrulhas
|       | Comandante             | Partida     | Partida | Chegada     | Chegada  | Dias     | Toneladas |
| ----- | ---------------------- | ----------- | ------- | ----------- | -------- | -------- | --------- |
| 1     | Kptlt. Carl Emmermann  | 22 Abr 1942 | Kiel    | 3 Mai 1942  | Lorient  | 12 dias  |           |
| 2     | Kptlt. Carl Emmermann  | 11 Mai 1942 | Lorient | 21 Jul 1942 | Lorient  | 72 dias  | 40,619    |
| 3     | Kptlt. Carl Emmermann  | 19 Ago 1942 | Lorient | 27 Dez 1942 | Lorient  | 131 dias | 60,048    |
| 4     | Kptlt. Carl Emmermann  | 21 Fev 1943 | Lorient | 17 Abr 1943 | Lorient  | 56 dias  | 28,467    |
| 5     | Kptlt. Carl Emmermann  | 29 Mai 1943 | Lorient | 7 Set 1943  | Lorient  | 102 dias | 22,946    |
| 6     | Oblt. Hermann Hoffmann | 22 Nov 1943 | Lorient | 13 Dez 1943 | Afundado | 22 dias  |           |
| Total | Total                  | Total       | Total   | Total       | Total    | 395 dias | 152 080 t |

### Navios afundados
- 26 navios afundados, num total de 152 080 GRT[1]

| Data        | Comandante     | Nome da Embarcação | Toneladas | Nacionalidade   |       |
| ----------- | -------------- | ------------------ | --------- | --------------- | ----- |
| 27 Mai 1942 | Carl Emmermann | Athelknight        | 8,940     | britânico       | OS-28 |
| 3 Jun 1942  | Carl Emmermann | City of Alma       | 5,446     | norte-americano |       |
| 5 Jun 1942  | Carl Emmermann | Delfina            | 3,480     | norte-americano |       |
| 8 Jun 1942  | Carl Emmermann | Sicilien           | 1,654     | norte-americano |       |
| 14 Jun 1942 | Carl Emmermann | Lebore             | 8,289     | norte-americano |       |
| 15 Jun 1942 | Carl Emmermann | Bennestvet         | 2,438     | norueguês       |       |
| 18 Jun 1942 | Carl Emmermann | Motorex            | 1,958     | britânico       |       |
| 23 Jun 1942 | Carl Emmermann | Resolute           | 35        | colombiano      |       |
| 9 Jul 1942  | Carl Emmermann | Santa Rita         | 8,379     | norte-americano |       |
| 7 Out 1942  | Carl Emmermann | Chickasaw City     | 6,196     | norte-americano |       |
| 7 Out 1942  | Carl Emmermann | Firethorn          | 4,700     | panamenho       |       |
| 8 Out 1942  | Carl Emmermann | Pantelis           | 3,845     | grego           |       |
| 10 Out 1942 | Carl Emmermann | Orcades            | 23,456    | britânico       |       |
| 31 Out 1942 | Carl Emmermann | Aldington Court    | 4,891     | britânico       |       |
| 2 Nov 1942  | Carl Emmermann | Llandilo           | 4,966     | britânico       |       |
| 23 Nov 1942 | Carl Emmermann | Benlomond          | 6,630     | britânico       |       |
| 28 Nov 1942 | Carl Emmermann | Alaskan            | 5,364     | norte-americano |       |
| 4 Mar 1943  | Carl Emmermann | City of Pretoria   | 8,049     | britânico       |       |
| 6 Mar 1943  | Carl Emmermann | Thorstrand         | 3,041     | norueguês       |       |
| 13 Mar 1943 | Carl Emmermann | Keystone           | 5,565     | norte-americano | UGS-6 |
| 16 Mar 1943 | Carl Emmermann | Benjamin Harrison  | 7,191     | norte-americano | UGS-6 |
| 29 Mar 1943 | Carl Emmermann | Moanda             | 4,621     | belga           | RS-3  |
| 28 Jun 1943 | Carl Emmermann | Vernon City        | 4,748     | britânico       | OS-49 |
| 12 Jul 1943 | Carl Emmermann | African Star       | 6,507     | norte-americano |       |
| 15 Jul 1943 | Carl Emmermann | Harmonic           | 4,558     | britânico       |       |
| 24 Jul 1943 | Carl Emmermann | Fort Chilcotin     | 7,133     | britânico       | JT-2  |
| Total       | Total          | Total              | 152 080   |                 |       |